# Cyclocephala cubana
Cyclocephala cubana är en skalbaggsart som beskrevs av Chapin 1932. Cyclocephala cubana ingår i släktet Cyclocephala och familjen Dynastidae. Inga underarter finns listade i Catalogue of Life.